# Sibirisk nunneört
Sibirisk nunneört (Corydalis nobilis) är en art i familjen vallmoväxter.
Dess naturliga utbredningsområde är ungefär i den mittersta delen av Asien. Den har odlats i Sverige sedan åtminstone 1700-talet för att man tyckte att den var vacker. Här och där har den lyckats etablera kraftiga förvildade bestånd. 